# Donald Hewitt
Donald Shepard „Don“ Hewitt (* 14. Dezember 1922 in New York City; † 19. August 2009 in Bridgehampton, Suffolk County, New York) war ein US-amerikanischer Journalist, Regisseur und Fernseh-Produzent. Er war Chef und Produzent des Nachrichtenmagazins 60 Minutes, der am längsten ausgestrahlten Nachrichtensendung des US-Fernsehens.

## Lebenslauf
Don Hewitt besuchte die New Rochelle High School in New York City, wo er bereits für die Schülerzeitung schrieb. Nach seinem Abschluss schrieb er sich an der New York University ein. Er begann seine journalistische Karriere 1942 bei der Herald Tribune. 1948 wechselte er zu CBS News, wo er vierzehn Jahre als Produzent und Direktor der abendlichen Nachrichtensendung arbeitete. Er war der erste Regisseur der Sendung See It Now, die von den Moderatoren Edward R. Murrow und Fred W. Friendly co-produziert wurde. Im Jahre 1960 war Hewitt der Regisseur des TV-Duells zwischen den Präsidentschaftskandidaten Richard Nixon und John F. Kennedy. Später wurde er Executive Producer der Abendnachrichten CBS Evening News, deren Sprecher Walter Cronkite war. 1968 startete er die Nachrichtensendung 60 Minutes, die seitdem mit acht Emmys ausgezeichnet wurde.
Im Jahre 2004, im Alter von 81 Jahren, zog sich Hewitt als Executive Producer zurück. Er wurde mehrfach mit einem Emmy ausgezeichnet. 2008 erhielt er den Edward R. Murrow Award der Washington State University für sein journalistisches Lebenswerk. Er starb 2009 in seinem Haus in Bridgehampton, New York.